# 이봉규 (배우)
이봉규(李鳳奎, 1949년 9월 7일 ~ )는 대한민국의 배우이다.
- 1972년에 데뷔 하였다.

## 학력
- 서울예술대학 연극과 졸업

## 작품 활동

### 텔레비전 드라마
- OCN 《타인은 지옥이다》 (2019) - 득수·득종의 삼촌 역
- tvN 《드라마 스테이지 - 굿-바이 내 인생보험》 (2018)
- tvN 《마더》 (2018) - 심심사 주지스님 역
- KBS 2TV 《월계수 양복점 신사들》 (2016)
- KBS 2TV 《KBS 드라마 스페셜 - 계약의 사내》 (2015)
- TV조선 & tvN 《위대한 이야기 - I.M.Father》 (2015)
- KBS 1TV 《징비록》 (2015) - 허내만 역
- MBC 《전설의 마녀》 (2014~2015) - 스님 역
- MBC 《트라이앵글》 (2014) - 장동철 황신혜와 만난 노인 역
- tvN 《응급남녀》 (2014) - 기침과 객혈하는 환자 역
- MBC 《구암허준》 (2013) - 스님 역
- tvN 《인현왕후의 남자》 (2012) - 스님 역
- SBS 《내게 거짓말을 해봐》 (2011) - 위원장 역
- SBS 《괜찮아, 아빠딸》 (2010~2011) - 최혁기의 아버지 역
- SBS 《자이언트》 (2010) - 교장 선생님 역
- SBS 《아버지의 집》 (2009)
- KBS 2TV 《천추태후》 (2009) - 한계사 주지스님 역
- MBC 《베토벤 바이러스》 (2008) - 박진만 역
- SBS 《칼잡이 오수정》 (2007) - 오병직의 지인 역
- MBC 《커피프린스 1호점》 (2007) - 홍 사장의 친구 역
- SBS 《연개소문》 (2006 ~ 2007) - 고토쿠 천황 역
- MBC 《신돈》 (2005 ~ 2006) - 석옥 역
- MBC 《제5공화국》 (2005) - 인사동 골동품상인 역
- KBS 1TV 《불멸의 이순신》 (2004 ~ 2005) - 가케하시 시치다유 역
- MBC 《영웅시대》 (2004 ~ 2005) - 건설부 소양강댐 건설 담당 국장 역
- KBS 1TV 《무인시대》 (2003 ~ 2004) - 통고여 역

### 영화
- 《니 부모 얼굴이 보고 싶다》 (2022) - 낚시꾼 할아버지 역
- 《미씽: 사라진 여자》 (2016) - 경비 아저씨 역
- 《제보자》 (2014) - 스님 역
- 《죽지않아》 (2013) - 할배 역
- 《그녀가 부른다》 (2013) - 김 부장 역
- 《은교》 (2012) - 서점주인 역
- 《페이스 메이커》 (2012) - 문방구 주인 역
- 《아이들...》 (2011) - 유골발견 노인 역
- 《파주》 (2009) - 1층 아저씨 역
- 《인사동 스캔들》 (2009) - 박 반장 역
- 《실종》 (2008) - 소장 역
- 《방울토마토》 (2007) - 고물상 역
- 《우리 생애 최고의 순간》 (2007) - 강화위원장 역
- 《가을로》 (2006) - 불영사 스님 역
- 《구미호 가족》 (2006) - 목욕탕 주인 역
- 《홀리데이》 (2006) - 이덕만 역
- 《청풍명월》 (2003) - 민 대감 역
- 《우렁각시》 (2002) - 원수 역
- 《일단 뛰어》 (2002) - 서장 역
- 《피도 눈물도 없이》 (2002) - 권투관장 역
- 《철없는 아내와 파란만장한 남편 그리고 태권소녀》 (2002) - 노 국장 역
- 《정글 쥬스》 (2002) - 이발사 역
- 《와이키키 브라더스》 (2001) - 지배인 역
- 《눈물》 (2001) - 한 아버지 역
- 《가위》 (2000) - 김 상사 역
- 《태양은 없다》 (1998) - 고리대금업자 역
- 《누가 나를 미치게 하는가》 (1995)
- 《남자는 괴로워》 (1995)
- 《헐리우드 키드의 생애》 (1994) - 병석 부 역
- 《구미호》(1994)
- 《명자 아끼꼬 쏘냐》 (1992)
- 《째즈빠 히로시마》 (1992) - 사유리 부 역
- 《인간시장 3》 (1991) - 박 기사 역
- 《미스 코뿔소 미스터 코란도》 (1989) - 사회자 1 역
- 《나신들》 (1988)
- 《접시꽃 당신》 (1988)